# Lisle-sur-Tarn
Lisle-sur-Tarn è un comune francese di 4 287 abitanti situato nel dipartimento del Tarn nella regione dell'Occitania.

## Società

### Evoluzione demografica
Abitanti censiti